# Friedrich-Wilhelm Krüger
Friedrich-Wilhelm Krüger (Estrasburgo, Imperio alemán; 8 de mayo de 1894 - Curlandia, 10 de mayo de 1945) fue un alto oficial de las SS con el rango de SS-Obergruppenführer (Teniente General), criminal de guerra, General de la Waffen SS y la Policía, Obergruppenführer de las Sturmabteilung (SA), Secretario de Estado y miembro del Reichstag. Coordinó el Holocausto judío en el Gobierno General de la Polonia conquistada durante la Segunda Guerra Mundial.

## Carrera militar
Krüger se unió al Partido Nazi el 15 de noviembre de 1929 con el número de ficha 171.199 y de inmediato se afilió a la Sturmabteilung (SA), los camisas pardas, bajo mando del Capitán Ernst Röhm. Posteriormente ingresó en las SS el 16 de marzo de 1931, con el número de ficha 6.123, siendo asignado como líder de la SS a la Sección SS Abschnitt III para deberes especiales entre marzo de 1931 y enero de 1935. Es nombrado Jefe del Grupo SA "Ostland" entre 1931 y 1932 y asignado a deberes especiales bajo el mando de Röhm entre julio de 1932 y julio de 1933. Miembro del Secretariado de Prusia entre 1933 y mayo de 1945, siendo miembro del Reichstag por Frankfurt del Oder. Como miembro de la SS, recopiló información contra Ernst Röhm para entregársela al Sicherheitsdienst (SD), siendo fuente de Reinhard Heydrich, lo cual conllevó a la Noche de los Cuchillos Largos el 30 de junio al 1 de julio de 1934, donde los principales líderes de la SA fueron arrestados y ejecutados. A partir de ese momento deja la Sturmabteilung (SA) y pasa a la SS como Inspector de Fronteras y Unidades Especiales, cargo que desempeña entre marzo de 1936 y octubre de 1939. Su último cargo en la SA fue el de Jefe del Departamento de Instrucción y unidades fronterizas entre julio de 1933 y agosto de 1934. Sin embargo, el Jefe Supremo de la SA, Viktor Lutze se opuso a que utilizara el uniforme de las Camisas Pardas nuevamente debido al incidente de Röhm. Heinrich Himmler, tardó en darle responsabilidades pero finalmente en 1936, lo incorporó al servicio activo en las SS. 
Asumió el cargo de Inspector de Caballería montada (SS Reiter) entre mayo de 1938 y octubre de 1939. Nombrado Alto Jefe de la Policía y la SS (HSSPF) en el Este, con el Cuartel General sede en Cracovia, función que desempeñó entre el 4 de octubre de 1939 hasta el 9 de noviembre de 1943. Ordenó la destrucción del Gueto de Varsovia para lo cual encargo al SS Brigadeführer Jürgen Stroop en abril-mayo de 1943. Ordenó la ejecución de la "Operación Reinhard" en Polonia. Nombrado Secretario de Estado en el Gobierno General de Polonia entre 1942 y noviembre de 1943. Asignado al Personal personal del SS Reichsführer Heinrich Himmler entre noviembre de 1943 y el 20 de mayo de 1944. Encargado del entrenamiento de la Séptima División "Prinz Eugen" en Yugoslavia, para ser elevada a Comando de División entre noviembre de 1943 y abril de 1944. Nombrado Comandante de la Sexta División "Nord" desde el 20 de mayo de 1944 al 25 de agosto de 1944, fecha en la cual asume el mando como Comandante del V Cuerpo Gebirgs de la SS hasta febrero de 1945, cuando recibe su última asignación como Alto Jefe de la Policía y el SS (HSSPF) "Nordost" desde febrero de 1945 hasta el final de la guerra. 
Se suicidó el 9 de mayo de 1945 en Curlandia, al oeste de Letonia, para evitar caer en poder de los rusos. Friedrich Wilhelm Krüger tuvo una formación netamente policial, siendo criticado por su escaso criterio militar, no obstante fue hermano del SS Obergruppenführer Walter Krüger quien destacó como estratega militar durante la Segunda Guerra Mundial.

## Promociones
- General de la Waffen SS: 20 de mayo de 1944;
- General de la Policía: 8 de agosto de 1941;
- SS-Obergruppenführer: 25 de enero de 1935;
- SA-Obergruppenführer: 1934;
- SA-Gruppenführer: 3 de abril de 1931 (ingresó a la SA con ese rango);
- SS-Sturmführer: 16 de marzo de 1931 (ingresó a la SS con ese rango).

## Condecoraciones
- Ritterkreuz des E.K.: 20. Sep. 1944 as SS-OGruf.u.Gen.d.W-SS u. Pol. for command of 6.SS-Gebirgs-Division "Nord", 20.Gebirgs-Armee, Finlandia;
- 1939 Spange zum 1914 EK I: 05.1944
- 1939 Spange zum 1914 EK II: 07.1943
- 1914 EK I
- 1914 EK II
- KVK I m. Schw.: 05.1942
- KVK II m. Schw.: 05.1942
- Verwundetenabzeichen, 1918 en Plata
- Ehrenkreuz für Frontkämfper
- Landesorden
- Goldenes Parteiabzeichen: 30.01.1939
- Dienstauszeichnung der NSDAP en plata
- SS-Dienstauszeichnungen
- SA-Sportabzeichen en oro
- Deutsches-Reiterabzeichen en Plata
- Ehrendegen des RF SS / Totenkopfring der SS